# Ознака подільності чисел
Ознака подільності - алгоритм, що дозволяє порівняно швидко визначити, чи є число кратним заздалегідь заданому. Якщо ознака подільності дозволяє з'ясувати не тільки подільність числа на заздалегідь заданий, але і залишок від ділення, то його називають 'ознакою рівноостаточності'.
Як правило, ознаки подільності застосовуються при ручному рахунку і для чисел, представлених в конкретній позиційній системі числення (зазвичай десяткового).

## Ознаки подільності чисел

### на 2
Ознака
На 2 ділиться без остачі будь-яке ціле число, остання цифра якого парна (0, 2, 4, 6, 8)
(наприклад: 58/2=29, 1004/2=502).
Доведення: будь-яке ціле число можна представити у вигляді суми першого розряду та решти числа. Нехай |a|=b1+10b2, де b1 — перший розряд a, b2 — число, що складається з решти розрядів a. Якщо поділити a на 2, то вираз b1+10b2 можна розписати, як b1/2+10b2/2, або b1/2+5b2. Отже b1 має націло ділитись на 2. Оскільки воно лежить в межах від 0 до 9, і є натуральним числом, то воно може бути одним з п'яти наступних чисел: 0, 2, 4, 6, 8.

### на 3
Число ділиться на 3 тоді, коли сума його цифр ділиться на 3. Наприклад: 57 в сумі має цифру 12. 12:3 = 4, отже число ділиться на 3

### на 4
Число ділиться на 4 тоді, коли його останні дві цифри утворюють число подільне на 4 (наприклад: 128/4 = 32) або коли дві останні цифри нулі.

### на 5
Ознака
На 5 ділиться будь-яке ціле число, остання цифра якого дорівнює 5 або 0 (наприклад: 65/5=13, 783910/5=156782).
Доведення
Нехай a=b1+10b2, де b1 — перший розряд a, а b2 — число, що
складається з решти розрядів числа a. Якщо a поділити на 5, то вираз b1+10b2 можна переписати так: b1/5+10b2/5, або так b1/5+2b2. Отже b1 має націло ділитися на 5.
Оскільки b1 натуральне та лежить в межах від 0 до 9, то воно може набирати одне з двох значень: 0 або 5.

### на 6
Ознака
Число ділиться на 6 тоді і тільки тоді, коли воно ділиться на 2 та на 3.

### на 7
Число 7 буде дільником заданого числа у випадку якщо виконується одне з правил: Якщо потроєна сума десятків разом з одиницями ділиться на 7.
Наприклад, перевіримо число 112 за ознаками подільності
3*11+2=35;
35/7=5.
Правило виконується, отже 112 ділиться на 7.
Якщо сума подвоєного числа без останніх двох цифр та числа з двох останніх цифр ділиться на 7.
Наприклад, 168 ділиться на 7, оскільки
2*1+68=70;
70 /7 = 10.
Якщо сума чисел: числа без останньої цифри, та останньої цифри помноженої на 5, ділиться на 7.
Наприклад, 161 ділиться на 7, оскільки
16+5*1=21;
21/7 =3
ділиться на 7 націло.

### на 8
Ознака
Число ділиться на 8 тільки тоді, якщо число, утворене його трьома останніми цифрами, ділиться на 8.
(наприклад: 128/8 = 16, 1800 / 8 = 225).
Доведення
Діємо аналогічно випадку для подільності на 4. Представимо число N у вигляді A*1000 + B. Оскільки 1000 ділиться на 8, то число N ділиться на 8 тоді і тільки тоді, коли B ділиться на 8. Але саме B і є числом, утвореним трьома останніми цифрами числа N.

### на 9
Ознака
Число ділиться на 9 тоді і тільки тоді, якщо сума його цифр у десятковому запису ділиться на 9
(наприклад: 333/9 = 37, 1111111101 / 9 = 123456789).
Доведення
Будь-яке число А можна представити у вигляді А = a0*10k + a1*10k — 1 + … + ak-1*101 + ak*100, де a0, a1,.., ak — цифри числа А з найбільш значущої до найменш значущої (розряду одиниць). Сума декількох чисел ділиться на число Y тоді і тільки тоді, коли сума залишків цих чисел при діленні на Y також ділиться на Y. Іншими словами:
(x0 + x1 + … + xk) mod Y = ((x0 mod Y) + (x1 mod Y) + … + (xk mod Y)) mod Y.
Аналогічне співвідношення виконується і для множення:

(x0 * x1 * … * xk) mod Y = ((x0 mod Y) * (x1 mod Y) * … * (xk mod Y)) mod Y.
Останнім кроком у нашому доведенні буде помітити, що усі ступені числа 10 (1, 10, 100, 1000, …) дають у залишку 1 при діленні на 9.
Отже: А mod 9 = (a0*10k + a1*10k — 1 + … + ak  -1*101 + ak*100) mod 9 = (((a0*10k) mod 9) + ((a1*10k — 1) mod 9) + … + ((a1*101) mod 9) + ((ak*100) mod 9)) mod 9 = (a0 + a1 + … + ak — 1 + ak) mod 9,
що необхідно було довести.

### на 10
Ознака
Число ділиться на 10 тоді і тільки тоді, якщо остання його цифра — 0.
('наприклад: 370/10 = 37, 1111111110 / 10 = 111111111).
Доведення
Оскільки кожне число N = A * 10 + B, де B — його остання цифра, то N ділиться на 10 тоді і тільки тоді, коли B ділиться на 10. Оскільки B — цифра від 0 до 9, то для того, щоб ділитись на 10, B має бути нулем.
Зауваження
За допомогою ознак подільності, які отримані з перетворення виразу N  = 10A + B, не можна дізнатися модуль числа N, якщо {\displaystyle \ N\equiv m_{1}{\pmod {m}}},  де
{\displaystyle m_{1}\in \ {0,1,2,...,N-1}}
Наприклад, ознака подільності числа N на 7:
{\displaystyle \ N\equiv (A+5*B){\pmod {7}}}
Працює лише для {\displaystyle \ N\equiv 0{\pmod {7}}}, тому що отримана з рівності:
{\displaystyle \ N=7(A-2B)+3(A+5B)}
Отже, для {\displaystyle \ N\equiv m_{1}{\pmod {m}}} має виконуватися рівність:
{\displaystyle \ 3(A+5B)\equiv m_{1}{\pmod {7}}.}

## Таблиця подільності
| Дільник | Умова Подільності | Приклади                                              |
| ------- | --- | ----------------------------------------------------- |
| 2       | Остання цифра є парною | 1,294: 4 є парне.                                     |
| 3       | Сума цифр повинна ділитися на 3. | 405: 4 + 0 + 5 = 9. 9 ділиться на 3.                  |
| 4       | Якщо число, утворене двома останніми цифрами ділиться на 4. | 2,092: 92 ділиться на 4.                              |
| 5       | Остання цифра або 5 або 0. | 490: остання цифра 0.                                 |
| 6       | Якщо число ділиться на 2 і на 3. | 24: число ділиться на 2 і на 3.                       |
| 7       | Число розбивається на блоки по три цифри, починаючи з кінця. Число ділиться на 7, якщо різниця суми блоків, що стоять на парних місцях, і суми блоків, що стоять на непарних місцях, ділиться на 7. | 2,911,272: 911 — (2 + 272) = 637. 637 ділиться на 7.  |
| 7       | Якщо сума подвоєного числа без останніх двох цифр і останніх двох цифр ділиться на 7. | 364: (3x2) + 64 = 70. 70 ділиться на 7.               |
| 7       | Якщо сума числа без останньої цифри і останньої цифри, помноженої на 5, ділиться на 7 | 364: 36 + (5×4) = 56. 56 ділиться на 7.               |
| 7       | Різниця між числом без останньої цифри і подвоєної останньої цифри повинна ділитись на 7. | 364: 36 − (2×4) = 28. 28 ділиться на 7.               |
| 8       | Якщо число, утворене останніми трьома цифрами, ділиться на 8. | 5,128: 128 ділиться на 8.                             |
| 8       | Якщо число сотень є парне, то число, утворене двома останніми цифрами повинне ділитись на 8. | 624: 6 — парне, 24 ділиться на 8.                     |
| 8       | Якщо число сотень є непарним, то до числа, утвореного двома останніми цифрами, потрібно додати 4. Таке число повинне ділитись на 8.                                                                 | 352: 52+4 = 56. 56 ділиться на 8.                     |
| 9       | Сума цифр повинна ділитися на 9. | 2,880: 2 + 8 + 8 + 0 = 18. 18 ділиться на 9.          |
| 10      | Остання цифра 0. | 130: остання цифра 0.                                 |
| 11      | Число розбивається на блоки по дві цифри, починаючи з кінця. Сума блоків повинна ділитись на 11. | 627: 6 + 27 = 33. 33 ділиться на 11.                  |
| 11      | Якщо різниця між числом без останньої цифри і останньою цифрою ділиться на 11. | 627: 62 — 7 = 55. 55 ділиться на 11.                  |
| 11      | Якщо сума цифр, що стоять на парних місцях відрізняється від суми цифр, що стоять на непарних місцях, починаючи з кінця, на число, що кратне 11.                                                    | 182,919: (9 + 9 + 8) — (1 + 2 + 1) = 22.              |
| 12      | Якщо число ділиться на 3 і на 4. | 324: воно ділиться і на 3, і на 4.                    |
| 12      | Число без останньої цифри множать на два і віднімають останню цифру. Таке число повинне ділитись на 12.                                                                                             | 324: (32x2) − 4 = 60. 60 ділиться на 12.              |
| 13      | Число ділиться на блоки по три цифри, починаючи з кінця. Сумуються блоки, що стоять на парних і непарних місцях. Різниця цих сум повинна ділитись на 13.                                            | 2,911,272: 911 — (2 + 272) = 637. 637 ділиться на 13. |
| 13      | До числа без останньої цифри додають останню цифру, помножену на 4. Утворене число повинне ділитись на 13.                                                                                          | 338: 33 + (8×4) = 65. 65 ділиться на 13.              |
| 13      | Від числа без останньої цифри віднімають останню цифру, помножену на 9. Утворене число повинне ділитись на 13.                                                                                      | 637: 63 − (7×9) = 0. 0 ділиться на 13.                |
| 14      | Якщо число ділиться на 2 і на 7. | 224: воно ділиться на і на 2, і на 7.                 |
| 14      | Число без останніх двох цифр множать на 2. До результату додають число, утворене двома останніми двома цифрами. Сума повинна ділитись на 14.                                                        | 364: (3x2) + 64 = 70.                                 |
| 15      | Якщо число ділиться на 3 і на 5. | 390: число ділиться на 3 і на 5.                      |
| 16      | Якщо число тисяч є парним, то перевіряють число, складене з останніх трьох цифр. | 254,176: 176 ділиться на 16.                          |
| 16      | Якщо число тисяч є непарним, то до числа, утвореного останніми трьома цифрами, додають 8. | 3,408: 408+8 = 416. 416 ділиться на 16.               |
| 16      | Число без останніх двох цифр множать на 4 і додають число, утворене останніми двома цифрами. Результат повинен ділитись на 16.                                                                      | 176: (1x4) + 76 = 80. 80 ділиться на 16.              |
| 17      | Число без останніх двох цифр множать на 2 і додають число, утворене останніми двома цифрами. Результат повинен ділитись на 17.                                                                      | 187: − (1x2) + 87 = 85. 85 ділиться на 17.            |
| 17      | Від числа без останньої цифри віднімають останню цифру, помножену на 5. Результат повинен ділитись на 17.                                                                                           | 85: − 8 + (5×5) = 17.                                 |
| 18      | Якщо число ділиться на 2 і на 9. | 342: воно ділиться і на 2, і на 9.                    |
| 19      | До числа без останньої цифри додають подвоєну останню цифру. Результат повинен ділитись на 19. | 437: 43 + (7x2) = 57. 57 ділиться на 19.              |
| 20      | Якщо число ділиться на 10 і число десятків є парне. | 360: число ділиться на 10 і 6 є парним.               |
| 20      | Якщо число, утворенне двома останніми цифрами ділиться на 20. | 480: 80 ділиться на 20.                               |
| 22      | Якщо число закінчується на парну цифру й ділиться на 11. | 6886: ділиться на 11 і закінчується парним.           |
| 25      | Якщо число, складене з двох останніх цифр, ділиться на 25. | 134,250: 50 ділиться на 25.                           |
| 26      | Якщо число ділиться на 13 і є парним. | 2,911,272: число ділиться на 13 і є парним.           |
| 27      | Число ділять на блоки по три цифри, починаючи з кінця. Сума утворених блоків повинна ділитись на 27.                                                                                                | 2,644,272: 2 + 644 + 272 = 918. 918 ділиться на 27.   |
| 27      | Від числа без останньої цифри віднімають останню цифру, помножену на 8. | 621: 62 − (1×8) = 54. 54 ділиться на 27.              |
| 32      | Якщо число десятків тисяч є парним, то перевіряють на подільність число, утворене останніми чотирма цифрами.                                                                                        | 41,312: 1312 ділиться на 32.                          |
| 32      | Якщо число десятків тисяч є непарним, то до числа, утвореного останніми чотирма цифрами, додають 16.                                                                                                | 254,176: 4176+16 = 4192. 4192 ділиться на 32.         |
| 32      | Число без останніх двох цифр множать на 4 і до результату додають останні дві цифри. Суму перевіряють на подільність на 32.                                                                         | 1,312: (13x4) + 12 = 64. 64 ділиться на 32.           |
| 33      | Якщо число ділиться на 11 і на 3. | 1,003,002: число ділиться на 11 і на 3.               |
| 33      | Число ділять на блоки по дві цифри, починаючи з кінця. Утворені блоками числа сумують. Результат повинен ділитись на 33.                                                                            | 627: 6 + 27 = 33.                                     |
| 37      | Число ділять на блоки по три цифри, починаючи з кінця. Число, утворені блоками сумують. Сума повинна ділитись на 37.                                                                                | 2,651,272: 2 + 651 + 272 = 925. 925 ділиться на 37.   |
| 37      | Від числа без останньої цифри віднімають останню цифру, помножену на 11. Результат повинен ділитися на 37.                                                                                          | 925: 92 − (5x11) = 37.                                |
| 49      | До числа без останньої цифри додають останню цифру, помножену на 5. Таке число повинне ділитись на 49.                                                                                              | 1,127: 112 + (7×5) = 147. 147 ділиться на 49.         |
| 125     | Якщо число утворене останніми трьома цифрами ділиться на 125 | 34650: 650 ділиться на 125                            |